# Dagens tilbud
Dagens tilbud er en dokumentarfilm instrueret af Lars Brydesen efter manuskript af Eva Høst.

## Handling
Maden er industrialiseret, og vi er fulgt med som forbrugere ved at gå efter dagens tilbud i supermarkedet. Situationen er helt skæv, hvad angår kvaliteten af den mad, vi spiser. Hovedparten af den er kunstig kost, hvor der er drøjet på råvarerne ved hjælp af emulgatorer, stabilisatorer, tilsætningsstoffer, farve og vand.